# Eugène-Jean Damery
Eugène-Jean Damery, né le 14 septembre 1823 dans le 12ème arrondissement de Paris et mort le 29 octobre 1853  à Nice, est un peintre français.

## Biographie

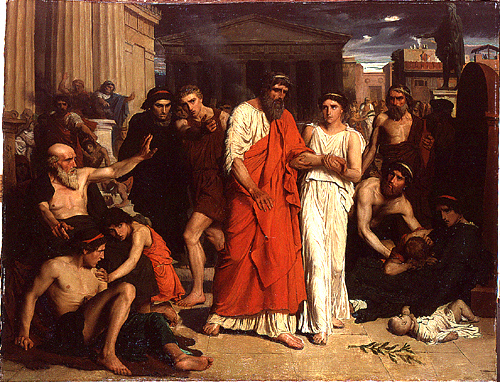
Oedipe et Antigone, 1843 (Paris, École nationale supérieure des beaux-arts)

## Récompenses et distinctions
- Prix de Rome en peinture (1843)